# نيجيريا في الألعاب البارالمبية الصيفية 2012

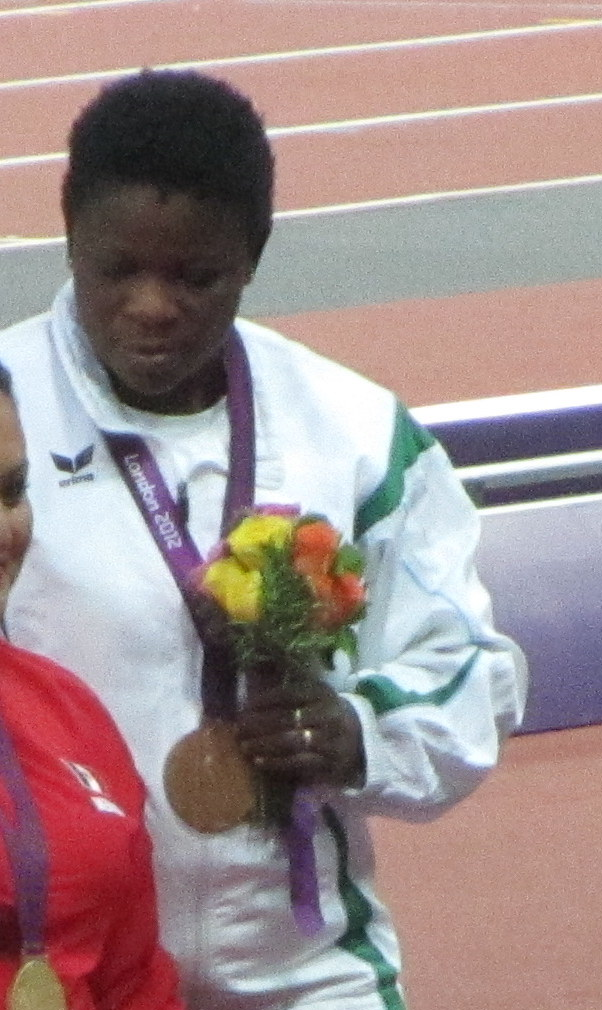
Eucharia Njideka Iyiazi (نيجيريا). حاز على الميدالية البرونزية ألعاب القوى في دورة الألعاب البارالمبية الصيفية لعام 2012

شاركت نيجيريا في الألعاب البارالمبية الصيفية لندن 2012, حيث اختتمت الدورة ب 13 ميدالية; 6 ذهبية، 5 فضية و2 برونزية. بهذه النتيجة إحتلت نيجيريا المرتبة الثانية والعشرون في الدورة.

## وصلات خارجية
- الموقع الرسمي لندن 2012